# Sd.Kfz. 223
Sd.Kfz. 223 — бронеавтомобіль періоду Другої світової війни, машина зв'язківців і машина-радіостанція, що, безумовно, вплинуло на озброєння. На Sd.Kfz.223 встановлювався лише 7,92-мм кулемет MG-34. На заводах компаній Weserhuette, MNH і Buessing-NAG до 1944 року було виготовлено 550 машин.
Дана модифікація стала останньою в лінійці Sd.Kfz.221 / 222 / 223.

## Історія створення
Однією з важливих умов успішної розвідки було не тільки виявити ворога, але також оперативно передати цю інформацію в штаб частини. Тому вже 1938 році на озброєння вермахту взяли третю модифікацію цього легкого бронеавтомобіля — leichter Panzerspaehwagen (Fu) (Sd.Kfz. 223), покликану замінити собою старий Kfz.14.
Бронеавтомобілі Sd.Kfz. 223 управлялися екіпажем з трьох чоловік: механіка-водія, командира-стрільця і радиста.
Озброєння бронеавтомобіля складалося з одного кулемета MG-34, розміщеного в такій самій башті, що була на Sd.Kfz. 221. Кузов радіофікованого бронеавтомобіля конструктивно відповідав Sd.Kfz. 222.
Машини Sd.Kfz. 223 обладнували радіостанцією FuSprGer 10 SE30, яку пізніше замінили на FuSprGer 12 і FuSprGer «f». Крім того, бронеавтомобіль оснащувався рамковою антеною, що складається . Але незабаром незручну і громіздку рамкову антену замінили на антену штирьового типу.

## Модифікації Sd.Kfz. 222 і 223

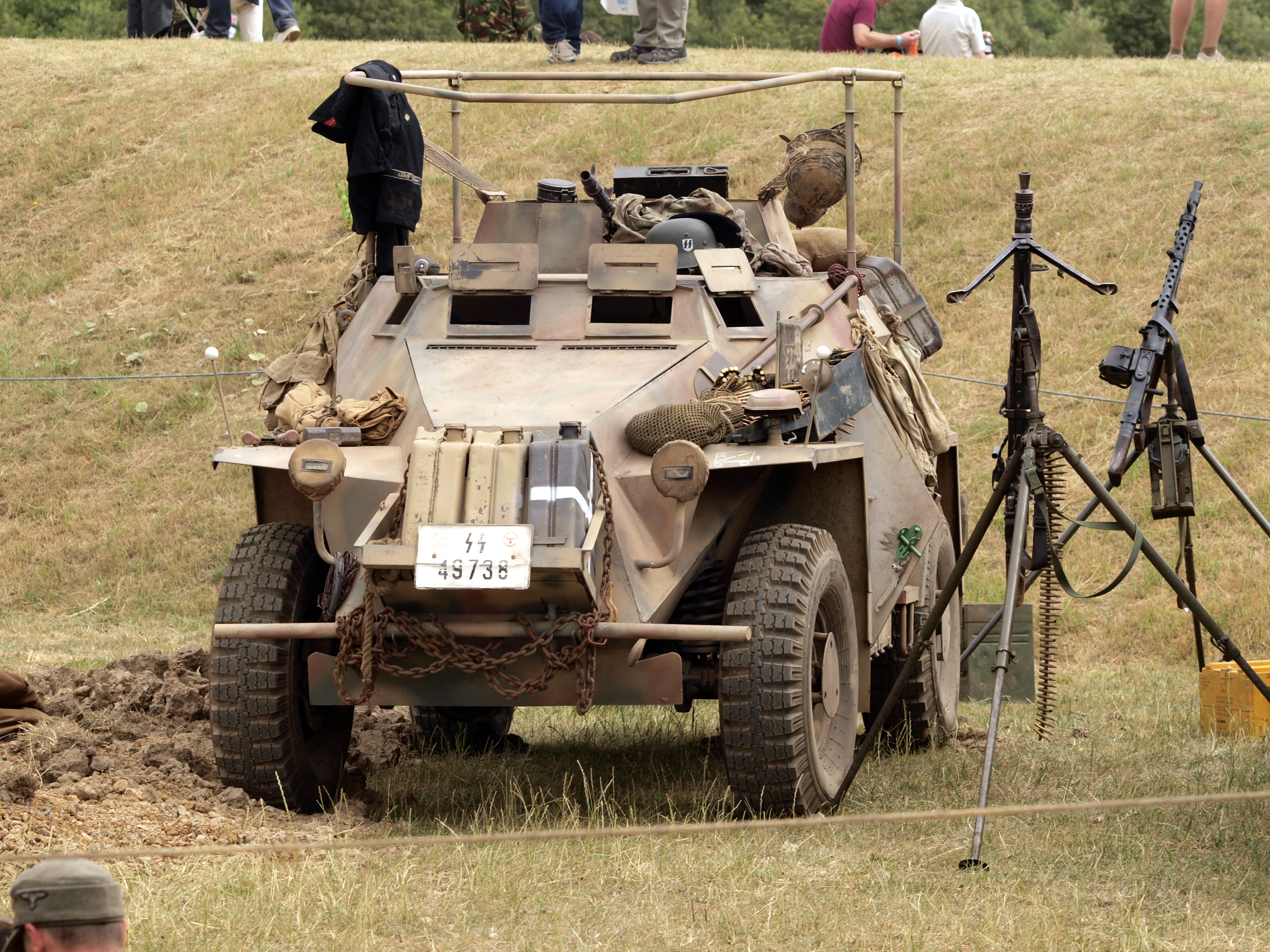

Досвід перших компаній змусив ввести в конструкцію бронеавтомобілів ряд змін. Бажаючи ще більше збільшити ходові якості бронеавтомобілів, їх з 1941 року стали випускати на базі шасі Horch 801/v. Шасі оснащувалися двигуном потужністю 81 к. с., який пізніше форсували до 90 к. с., а також гідравлічними гальмами.
Відповідним чином була змінена система позначень. Старі Sd.Kfz. 222 і 223 отримали позначення Ausfuehrung A, а машини на базі Horch 801/v — Ausfuehrung B.
У травні 1941 року товщину лобової броні збільшили до 30 мм.
Часто машини оснащувалися димовими шашками, які встановлювали на лобовій броні. По бортах вежі також нерідко встановлювали димові гранатомети. Поставивши димову завісу, бронеавтомобіль мав більше шансів вийти з бойового зіткнення з противником.
Бойова маса 4,4 т: Розміри:
висота 1750 мм: Озброєння 7,92-мм кулемет MG-34
Тип двигуна 8-циліндровий карбюраторний Horch (3.8 L) 90 к. с.

## В інших країнах
- Під час війни 20 бронемашин Sd.Kfz.222 і Sd.Kfz.223 передали болгарській армії.
- Броньовики брали участь в операціях по боротьбі з югославськими партизанами на території Македонії, окупованій болгарськими військами, а в 1944-45 роках в боях з німцями на території Югославії, Угорщини і Австрії.